# Knud Andersen (amtsborgmester)
 For alternative betydninger, se Knud Andersen. (Se også artikler, som begynder med Knud Andersen)
Knud Andersen (født 14. juli 1947 i Klemensker Sogn) er en dansk politiker fra Venstre og landmand. Han var formand for Venstres Ungdom 1972-74, og havde efter det også en lang karriere i bornholmsk lokalpolitik.
Andersen var medlem af kommunalbestyrelsen i Hasle Kommune fra 1978 til 1990, og borgmester i kommunen 1986-90. Han var medlem af Bornholms Amtsråd 1978–2002 og amtsborgmester i Bornholms Amt fra 1990 til amtets nedlæggelse 31. december 2002. Andersen var medlem af Region Hovedstadens regionsråd 2006-13, men valgte i 2013 ikke at søge genvalg ved valget senere samme år.
Han blev uddannet på Lyngby Landbrugsskole i 1969, og har siden 1972 været gift med bankassistent Dorte Andersen. Han blev slået til Ridder af Dannebrog i 2003.